# Theodor von der Pfordten
Theodor von der Pfordten (* 14. Mai 1873 in Bayreuth; † 9. November 1923 in München) war ein deutscher Oberstlandesgerichtsrat am Bayerischen Obersten Landesgericht. Als einer der Teilnehmer am Hitlerputsch, der vor der Feldherrnhalle tödlich verletzt wurde, wurde er durch die NS-Propaganda in der Folge als politischer Märtyrer („Blutzeuge“) dargestellt.

## Leben und Wirken
Der Sohn von German Freiherr von der Pfordten (1830–1915), kgl. Rat und Oberstaatsanwalt am Obersten Landgericht und Elise, geborene Schäffer (* 1841) und Neffe des sächsischen und bayerischen Staatsmanns Karl Ludwig Freiherr von der Pfordten, wuchs in Augsburg auf und trat zum Schuljahr 1890/91 vom Gymnasium St. Anna in Augsburg zum Münchner Maximiliansgymnasium über. Hier legte er 1891 – unter anderem mit Hermann Geib – das Abitur ab. Als Studienwunsch gab er für den Jahresbericht „Philologie“ an. Auf Grund ausgezeichneter Bewertungen wurde er Stipendiat des Maximilianeums und studierte 1892–1896 Rechtswissenschaften an der Ludwig-Maximilians-Universität in München.
1898 legte er die Staatsprüfung ab, wurde 1900 Amtsrichter am Amtsgericht München I und 1902 2. Staatsanwalt. 1904 wurde er in das Justizministerium berufen, in dem er mit einer kurzen Unterbrechung am Landgericht München I 1908 bis 1918/19 verblieb.
1907 erfolgte die Beförderung zum Landgerichtsrat, 1912 zum Ersten Staatsanwalt und 1914 zum Regierungsrat. Seit August 1914 als Oberleutnant der Landwehr an der Westfront eingesetzt, wurde er noch im selben Jahr leicht verwundet. Infolge seiner Kriegsverletzung wurde er als Kommandant des Kriegsgefangenenlagers Traunstein eingesetzt, „dort sollen namentlich mit russischen Gefangenen üble Dinge vorgekommen sein. Als die Revolution ausbrach, hielt es von der Pfordten jedenfalls für geraten, sich einige Zeit verborgen zu halten.“ (Max Friedlaender) Zum 1. Mai 1919 wurde er Oberstlandesgerichtsrat am Bayerischen Obersten Landesgericht. Er gehörte zu den näheren Bekannten des späteren Reichsjustizministers Franz Gürtner seit dessen Tagen im Maximilianeum. Er war außerdem Herausgeber der Zeitschrift für Rechtspflege in Bayern. Daneben veröffentlichte er Artikel zu verschiedenen Themen, so Das Beamtenideal bei Plato und seine Bedeutung für die Gegenwart, „Aufruf an die Gebildeten deutschen Blutes“ und Der weltgeschichtliche Sinn der völkischen Bewegung.
Im Oktober 1923 hatte von der Pfordten an einem Gutachten mitgewirkt, in dem die Ansicht vertreten wurde, dass § 22 des Reichspressegesetzes nicht auf Veröffentlichungen in ausländischen Zeitungen Anwendung fände und somit im Fall Fechenbach nicht von einer Verjährung der Tat ausgegangen werden könne.
Eigentlich Deutschnationaler, unterstützte von der Pfordten bereits früh die NSDAP, allerdings vornehmlich nicht in der Öffentlichkeit. Am Abend des 6. Novembers 1923 hatte er zusammen mit Max Erwin von Scheubner-Richter und Adolf Hitler an einer Besprechung zum bevorstehenden Putsch teilgenommen.
Nachdem von der Pfordten beim gescheiterten Putschversuch durch einen Schuss getötet worden war, fand man in seiner Manteltasche eine „Notverfassung“, die anscheinend als provisorische Reichsverfassung der von Adolf Hitler und Erich Ludendorff geplanten „Nationalen Diktatur“ gedacht war. Es handelte sich dabei vermutlich um eine Variante eines ursprünglich von Heinrich Claß verfassten oder in seinem Umfeld (Alldeutscher Verband u. a.) entstandenen Schriftstücks, die vom Bund Wiking verfasst und in ihrer vorliegenden Form noch um eine Standgerichtsordnung ergänzt worden war. Von der Pfordten war an ihrer Ausarbeitung in seinem Büro am Lenbachplatz zusammen mit unter anderen Hitler und Karl Alexander von Müller (sowie, nach dessen Erinnerungen Gottfried Feder und Karl August Fischer) im Sommer 1923 beteiligt. Maßgeblich für die Ausarbeitung soll damals das 25-Punkte-Programm der NSDAP gewesen sein.
Die „Notverfassung“ ging allerdings in wesentlichen Teilen radikal über das NSDAP-Parteiprogramm hinaus. Neben der Auflösung aller parlamentarischen Körperschaften, dem Verbot von Streikaktivitäten, der Entlassung jüdischer Beamter, der Erlaubnis zur Einziehung jüdischen Vermögens sowie der Anweisung, „sicherheitsgefährliche Personen und unnütze Esser“ in Sammellager oder zu Zwangsarbeiten zu überführen, drohten nahezu alle Paragraphen mit der (durch Standgerichte zu verhängenden) Todesstrafe für den Fall der Zuwiderhandlung.
Bei dem späteren Hitler-Prozess wurde die „Notverfassung“ nicht herangezogen. Die Öffentlichkeit erfuhr erst 1926 von ihrer Existenz, nachdem der Jungdeutsche Orden Hinweise auf Umsturzpläne durch Claß gegeben hatte und Otto Braun diesen daraufhin verhaften ließ. Bei einer Hausdurchsuchung bei Claß stieß man dabei auf eine Version der „Notverfassung“. Der Braunschweiger Volksfreund nannte es 1927 das „blutrünstigste Dokument, das die politische Geschichte überhaupt kennt“.
Werner Best kannte vermutlich Pfordtens „Notverfassung“; seine geplanten Notverordnungen in den Boxheimer Dokumenten weisen viele Parallelen zu von der Pfordtens Dokument auf. Als die Boxheimer Dokumente in der Öffentlichkeit diskutiert wurden, war die „Notverfassung“ wieder weitestgehend in Vergessenheit geraten.
Hitler widmete von der Pfordten und 15 weiteren getöteten Putschteilnehmern bereits 1925 den ersten Band seines Buches Mein Kampf, wo sie namentlich im Vorwort aufgeführt waren. Nach der Machtergreifung der Nationalsozialisten 1933 wurde an der Feldherrnhalle in München eine Tafel mit den Namen dieser Personen angebracht, die von einer Ehrenwache der SS geehrt wurde. Jeder Passant, der an dieser Tafel vorbeikam, war verpflichtet, sie mit dem Hitlergruß zu ehren. 1935 wurden auf dem Königsplatz zwei „Ehrentempel“ als gemeinsame Grabanlage für diese Personengruppe errichtet. Im selben Jahr wurde von der Pfordten exhumiert, zusammen mit den übrigen Toten dorthin überführt und in bronzenen Sarkophagen erneut beigesetzt. Bis 1945 wurden sie in den nationalsozialistischen Kult um die „Blutzeugen der Bewegung“ einbezogen.
Im Deutschen Reich wurden mehrere Straßen nach ihm benannt, so in Bayreuth, Leslau (im Wartheland), Düsseldorf, Dresden und Danzig. Im Musikviertel von Leipzig hieß eine Straße nahe dem Reichsgericht von 1933 bis 1945 Von-der-Pfordten-Straße, die vordem und nachher wieder den Namen des ersten Präsidenten des Reichsgerichts Martin Eduard von Simson trug.
Der 1933 postum erschienene Sammelband Theodor von der Pfordten an die deutsche Nation, der mit einer Einleitung von Hans Frank versehen war und fünf Aufsätze Pfordtens beinhaltete, wurde 1946 in der Sowjetischen Besatzungszone auf die Liste der auszusondernden Literatur gesetzt.

## Ehe und Familie
Theodor von der Pfordten war mit Elisabeth (Elly) Goetz (1877–1924) verheiratet. Gemeinsame Kinder waren der Sohn German (1902–1941) und die Tochter Elisabeth (1903–1954).

## Archivische Überlieferung
Im Institut für Zeitgeschichte in München hat sich eine 50 Blatt große Sammlung aus dem Hauptarchiv der NSDAP über Pfordten erhalten. Diese umfasst Aufsätze, Berichte, eine Ahnentafel, eine Niederschrift über Pfordtens Tod, Nachrufe, Verhandlungen und ein Verzeichnis betreffend dem Nachlass (MA 744/1).